# پل منینگ (دوچرخه‌سوار)
پل منینگ (فرانسوی: Paul Manning‎؛ زادهٔ ۶ نوامبر ۱۹۷۴) دوچرخه‌سوار اهل بریتانیا است.
وی در مسابقات کشوری و بین‌المللی در مجموع برندهٔ ۶ مدال طلا، ۷ مدال نقره، ۳ مدال برنز شده‌است.